# José Ferreira Queimado
José Ferreira Queimado (Alenquer, Olhalvo, 23 de dezembro de 1913 — Lisboa, 23 de dezembro de 2007) foi um proprietário, industrial, empresário, político e presidente do Sport Lisboa e Benfica.

## Biografia
Como empresário, destacou-se nos negócios da cortiça e do turismo. Foi Secretário e Vice-Presidente do Grémio dos Industriais de Cortiça do Centro e Presidente do Conselho Geral da Caixa de Previdência do Pessoal da Indústria Corticeira. Desempenhou, ainda, as funções de Vogal da Junta Nacional da Cortiça, Procurador ao Conselho Geral do Grémio dos Industriais de Arroz, Secretário-Geral, em Representação de Portugal, na Confédération Européenne du Liège, Vogal da Comissão de Normalização da Cortiça junto da Inspecção-Geral dos Produtos Agrícolas e Industriais, Vogal da Junta Nacional da Educação no Ministério da Educação Nacional, Vogal do Conselho Geral da Caixa de Previdência dos Empregados e Operários da Indústria do Arroz.
Na área desportiva foi eleito Presidente da Direcção do Sport Lisboa e Benfica em duas ocasiões, a 16 de Junho de 1966 e a 23 de Junho de 1978, e Presidente da Direcção do Lisboa Ginásio Clube. Na qualidade de Dirigente do Lisboa Ginásio Clube, foi Procurador à Câmara Corporativa na IX Legislatura, de 1965 a 1969, pertencendo à 4.ª Subsecção - Educação Física e Desportos, da II Secção - Interesses de Ordem Cultural.